# Wereldkampioenschap voetbal 1986 (kwalificatie CONMEBOL)
De Zuid-Amerikaanse voetbalfederatie CONMEBOL kon vier teams afvaardigen voor het Wereldkampioenschap in Mexico. De verdeling van de tickets ging als volgt.

## Opzet
- Groep 1: 4 teams, de winnaar plaatst zich, de nummer 2 en 3 spelen nog een play-off.
- Groep 2 en 3: 3 teams, de winnaar plaatst zich, de nummer 2 speelt een play-off.
- Play-offs: de 4 overblijvende teams spelen in 2 rondes in een knock-outfase tegen elkaar, de winnaar kwalificeert zich.

Vier Zuid Amerikaanse landen plaatsten zich voor het WK, evenveel als vorig WK. Argentinië en Brazilië waren er opnieuw bij, Chili en Peru werden vervangen door Uruguay en Paraguay.

## Gekwalificeerde landen
| FIFA-lid   | Confederatie | Kwalificatie    | Aantal dln. (inclusief 1986) | Dln. op rij | Eerste dln. | Laatste dln. | Titels (exclusief 1986) | Beste prestatie |
| ---------- | ------------ | --------------- | ---------------------------- | ----------- | ----------- | ------------ | ----------------------- | --------------- |
| Argentinië | CONMEBOL     | Winnaar groep 1 | 9                            | 4           | 1930        | 1982         | 1                       | Wereldkampioen  |
| Uruguay    | CONMEBOL     | Winnaar groep 2 | 8                            | 1           | 1930        | 1974         | 2                       | Wereldkampioen  |
| Brazilië   | CONMEBOL     | Winnaar groep 3 | 13                           | 13          | 1930        | 1982         | 3                       | Wereldkampioen  |
| Paraguay   | CONMEBOL     | Play-off        | 4                            | 1           | 1930        | 1958         | 0                       | Groepsfase      |

## Groepen en wedstrijden
Legenda

### Groep 1
Het kwalificatietoernooi van 1986 was een goede gelegenheid voor Diego Maradona om aan te tonen, waarom kenners hem beschouwden als de beste voetballer van de wereld ondanks het rampzalig verlopen WK in 1982 en de niet succesvolle periode bij FC Barcelona. Inmiddels speelde hij voor AS Napoli en in deze kwalificatie scoorde hij drie doelpunten. Argentinië won de eerste vier wedstrijden van Venezuela en Colombia en omdat de belangrijkste tegenstrever Peru drie punten verspeelde tegen Colombia, had Argentinië genoeg aan één punt om zich te kwalificeren. In Lima verloor men met 1-0 en in de thuiswedstrijd stond Argentinië met 2-1 achter. Vlak voor tijd maakte aanvoerder Daniel Passarella de belangrijke gelijkmaker, hij zou echter ontbreken op het WK vanwege een blessure, er gingen geruchten dat het kwam door de slechte relatie met Maradona. Colombia en Peru kregen een herkansing in een extra ronde.
| Pos | Land       | Wed | Win | Gel | Ver | DV | DT | +/− | Pnt |
| --- | ---------- | --- | --- | --- | --- | -- | -- | --- | --- |
| 1.  | Argentinië | 6   | 4   | 1   | 1   | 12 | 6  | +6  | 9   |
| 2.  | Peru       | 6   | 3   | 2   | 1   | 8  | 4  | +4  | 8   |
| 3.  | Colombia   | 6   | 2   | 2   | 2   | 6  | 6  | 0   | 6   |
| 4.  | Venezuela  | 6   | 0   | 1   | 5   | 5  | 15 | –10 | 1   |

|             |            |       |      |                                                                                     |
| 26 mei 1985 | Colombia   | 1 – 0 | Peru | Estadio El Campín, Bogotá Toeschouwers: 53.000 Scheidsrechter: Luis Barrancos (BOL) |
| 26 mei 1985 | Prince 26' |       |      | Estadio El Campín, Bogotá Toeschouwers: 53.000 Scheidsrechter: Luis Barrancos (BOL) |

|             |                       |       |                                 | |
| 26 mei 1985 | Venezuela             | 2 – 3 | Argentinië                      | Estadio Polideportivo de Pueblo Nuevo, San Cristóbal Toeschouwers: 30.000 Scheidsrechter: Juan Daniel Cardellino (URU) |
| 26 mei 1985 | Torres 8' Marquez 58' |       | Maradona 2', 57' Passarella 42' | Estadio Polideportivo de Pueblo Nuevo, San Cristóbal Toeschouwers: 30.000 Scheidsrechter: Juan Daniel Cardellino (URU) |

|             |            |       |                                  |                                                                                           |
| 2 juni 1985 | Colombia   | 1 – 3 | Argentinië                       | Estadio El Campín, Bogotá Toeschouwers: 58.000 Scheidsrechter: Arnaldo Cézar Coelho (BRA) |
| 2 juni 1985 | Prince 61' |       | Pasculli 43', 68' Burruchaga 85' | Estadio El Campín, Bogotá Toeschouwers: 58.000 Scheidsrechter: Arnaldo Cézar Coelho (BRA) |

|             |           |           |      | |
| 2 juni 1985 | Venezuela | 0 – 1     | Peru | Estadio Polideportivo de Pueblo Nuevo, San Cristóbal Toeschouwers: 19.000 Scheidsrechter: Jorge Orellana Vimos (ECU) |
| 2 juni 1985 |           | Uribe 78' |      | Estadio Polideportivo de Pueblo Nuevo, San Cristóbal Toeschouwers: 19.000 Scheidsrechter: Jorge Orellana Vimos (ECU) |

|             |      |       |          |                                                                                          |
| 9 juni 1985 | Peru | 0 – 0 | Colombia | Estadio Nacional, Lima Toeschouwers: 40.000 Scheidsrechter: Juan Daniel Cardellino (URU) |
| 9 juni 1985 |      |       |          | Estadio Nacional, Lima Toeschouwers: 40.000 Scheidsrechter: Juan Daniel Cardellino (URU) |

|             |                                    |       |           |                                                                                           |
| 9 juni 1985 | Argentinië                         | 3 – 0 | Venezuela | Estadio Monumental, Buenos Aires Toeschouwers: 35.000 Scheidsrechter: Gastón Castro (CHI) |
| 9 juni 1985 | Russo 27' Clausen 88' Maradona 90' |       |           | Estadio Monumental, Buenos Aires Toeschouwers: 35.000 Scheidsrechter: Gastón Castro (CHI) |

|              |                                                 |       |            |                                                                                        |
| 16 juni 1985 | Peru                                            | 4 – 1 | Venezuela  | Estadio Nacional, Lima Toeschouwers: 10.327 Scheidsrechter: Luis Carlos Ferreira (BRA) |
| 16 juni 1985 | Navarro 15' Barbadillo 20' Hirano 80' Cueto 82' |       | Febles 29' | Estadio Nacional, Lima Toeschouwers: 10.327 Scheidsrechter: Luis Carlos Ferreira (BRA) |

|              |             |       |          |                                                                                                 |
| 16 juni 1985 | Argentinië  | 1 – 0 | Colombia | Estadio Monumental, Buenos Aires Toeschouwers: 40.000 Scheidsrechter: Gabriel González Roa (PAR |
| 16 juni 1985 | Valdano 25' |       |          | Estadio Monumental, Buenos Aires Toeschouwers: 40.000 Scheidsrechter: Gabriel González Roa (PAR |

|              |                    |       |                              | |
| 23 juni 1985 | Venezuela          | 2 – 2 | Colombia                     | Estadio Polideportivo de Pueblo Nuevo, San Cristóbal Toeschouwers: 30.000 Scheidsrechter: Ramón Barreto Ruiz (URU) |
| 23 juni 1985 | Cadeño 6' Añor 64' |       | Ortiz 16' Herrera 60' (pen.) | Estadio Polideportivo de Pueblo Nuevo, San Cristóbal Toeschouwers: 30.000 Scheidsrechter: Ramón Barreto Ruiz (URU) |

|              |            |       |            |                                                                                     |
| 23 juni 1985 | Peru       | 1 – 0 | Argentinië | Estadio Nacional, Lima Toeschouwers: 45.000 Scheidsrechter: Hernán Silva Arce (CHI) |
| 23 juni 1985 | Oblitas 8' |       |            | Estadio Nacional, Lima Toeschouwers: 45.000 Scheidsrechter: Hernán Silva Arce (CHI) |

|              |                                |       |           |                                                                                             |
| 30 juni 1985 | Colombia                       | 2 – 0 | Venezuela | Estadio El Campín, Bogotá Toeschouwers: 35.000 Scheidsrechter: Victor Vasquez Sanchez (CHI) |
| 30 juni 1985 | Cordoba 15' Herrera 28' (pen.) |       |           | Estadio El Campín, Bogotá Toeschouwers: 35.000 Scheidsrechter: Victor Vasquez Sanchez (CHI) |

|              |                         |       |                              |                                                                                                  |
| 30 juni 1985 | Argentinië              | 2 – 2 | Peru                         | Estadio Monumental, Buenos Aires Toeschouwers: 65.457 Scheidsrechter: Romualdo Arppi Filho (BRA) |
| 30 juni 1985 | Pasculli 12' Gareca 81' |       | Velásquez 23' Barbadillo 39' | Estadio Monumental, Buenos Aires Toeschouwers: 65.457 Scheidsrechter: Romualdo Arppi Filho (BRA) |

### Groep 2
Tweevoudig wereldkampioen Uruguay had eindelijk weer de gelegenheid zich te plaatsen voor een WK, de eerste keer sinds 1974. Belangrijkste tegenstrever Chili liet een punt liggen in de uitwedstrijd tegen Ecuador, waardoor Uruguay bij winst in eigen huis zich kon kwalificeren. Uruguay won dankzij een omstreden strafschop, omdat Fancescoli tegen de rand van het strafschopgebied werd neergehaald. Enzo Francscoli was de nieuwe hoop van Uruguay, bijgenaamd "de Prins" vanwege zijn elegante manier van spelen en spelend voor de Argentijnse club River Plate. Uruguay was een outsider voor de titel, het won het kampioenschap van Zuid-Amerika na een dubbele ontmoeting tegen het grote Brazilië van Zico en Sokrates en kon erg hard spelen. Chili kreeg een herkansing in de play offs.
| Pos | Land    | Wed | Win | Gel | Ver | DV | DT | +/− | Pnt |
| --- | ------- | --- | --- | --- | --- | -- | -- | --- | --- |
| 1.  | Uruguay | 4   | 3   | 0   | 1   | 6  | 4  | +2  | 6   |
| 2.  | Chili   | 4   | 2   | 1   | 1   | 10 | 5  | +5  | 5   |
| 3.  | Ecuador | 4   | 0   | 1   | 3   | 4  | 11 | –7  | 1   |

|              |               |       |              |                                                                                                  |
| 3 maart 1985 | Ecuador       | 1 – 1 | Chili        | Estadio Olímpico Atahualpa, Quito Toeschouwers: 50.000 Scheidsrechter: José Roberto Wright (BRA) |
| 3 maart 1985 | Maldonado 43' |       | Letelier 31' | Estadio Olímpico Atahualpa, Quito Toeschouwers: 50.000 Scheidsrechter: José Roberto Wright (BRA) |

|               |                        |       |          |                                                                                              |
| 10 maart 1985 | Uruguay                | 2 – 1 | Ecuador  | Estadio Centenario, Montevideo Toeschouwers: 60.000 Scheidsrechter: Nunez Edison Pérez (PER) |
| 10 maart 1985 | Aguilera 32' Ramos 90' |       | Cuvi 54' | Estadio Centenario, Montevideo Toeschouwers: 60.000 Scheidsrechter: Nunez Edison Pérez (PER) |

|               |                                                        |       |                  | |
| 17 maart 1985 | Chili                                                  | 6 – 2 | Ecuador          | Estadio Nacional de Chile, Santiago Toeschouwers: 75.000 Scheidsrechter: Orazio Di Rosa Giunta (VEN) |
| 17 maart 1985 | Puebla 21' Caszely 29', 40' Hisis 34' Aravena 51', 89' |       | Baldeón 23', 37' | Estadio Nacional de Chile, Santiago Toeschouwers: 75.000 Scheidsrechter: Orazio Di Rosa Giunta (VEN) |

|               |                       |       |         |                                                                                                   |
| 24 maart 1985 | Chili                 | 2 – 0 | Uruguay | Estadio Nacional de Chile, Santiago Toeschouwers: 80.000 Scheidsrechter: Jesús Diaz Palacio (COL) |
| 24 maart 1985 | Rubio 28' Aravena 53' |       |         | Estadio Nacional de Chile, Santiago Toeschouwers: 80.000 Scheidsrechter: Jesús Diaz Palacio (COL) |

|               |         |                               |         |                                                                                                  |
| 31 maart 1985 | Ecuador | 0 – 2                         | Uruguay | Estadio Olímpico Atahualpa, Quito Toeschouwers: 45.000 Scheidsrechter: Juan Escobar Veldez (PAR) |
| 31 maart 1985 |         | Saralegui 70' Francescoli 87' |         | Estadio Olímpico Atahualpa, Quito Toeschouwers: 45.000 Scheidsrechter: Juan Escobar Veldez (PAR) |

|              |                             |       |                    |                                                                                           |
| 7 april 1985 | Uruguay                     | 2 – 1 | Chili              | Estadio Centenario, Montevideo Toeschouwers: 75.000 Scheidsrechter: Carlos Espósito (ARG) |
| 7 april 1985 | Batista 9' Ramos 60' (pen.) |       | Aravena 29' (pen.) | Estadio Centenario, Montevideo Toeschouwers: 75.000 Scheidsrechter: Carlos Espósito (ARG) |

### Groep 3
Het Braziliaans voetbalelftal maakte veel indruk op het laatste WK, maar was vier jaar ouder. Bovendien hadden de belangrijkste spelers Sócrates en Zico een mislukt Italiaans avontuur achter de rug. Belangrijkste wijziging was de spits, Careca was geblesseerd op dat WK en was een echte doelpuntenmaker. Brazilië speelde moeizaam in het kwalificatie-wedstrijden, opvallend was, dat de Brazilianen geen enkele thuiswedstrijd konden winnen. Vooral de wedstrijd tegen Paraguay werd door de pers niet positief ontvangen, omdat de in Brazilië spelende Romero beter speelde dan de grote sterren, waarbij vooral de in Spanje uitblinkende Éder onherkenbaar was en niet meer zou spelen voor de "Seleçeo". Omdat Brazilië eerder op routine de uitwedstrijden won, kwam kwalificatie niet in gevaar. Paraguay kreeg een tweede kans in de Play-Offs.
| Pos | Land     | Wed | Win | Gel | Ver | DV | DT | +/− | Pnt |
| --- | -------- | --- | --- | --- | --- | -- | -- | --- | --- |
| 1.  | Brazilië | 4   | 2   | 2   | 0   | 6  | 2  | +4  | 6   |
| 2.  | Paraguay | 4   | 1   | 2   | 1   | 5  | 4  | +1  | 4   |
| 3.  | Bolivia  | 4   | 0   | 2   | 2   | 2  | 7  | –5  | 2   |

|             |          |       |           | |
| 26 mei 1985 | Bolivia  | 1 – 1 | Paraguay  | Estadio Ramón Tahuichi Aguilera, Santa Cruz Toeschouwers: 20.000 Scheidsrechter: Elías Jácome Guerrero (ECU) |
| 26 mei 1985 | Rojas 9' |       | Nuñez 82' | Estadio Ramón Tahuichi Aguilera, Santa Cruz Toeschouwers: 20.000 Scheidsrechter: Elías Jácome Guerrero (ECU) |

|             |         |                                |          | |
| 2 juni 1985 | Bolivia | 0 – 2                          | Brazilië | Estadio Ramón Tahuichi Aguilera, Santa Cruz Toeschouwers: 24.900 Scheidsrechter: Jorge Romero (ARG) |
| 2 juni 1985 |         | Casagrande 56' Noro 59' (e.d.) |          | Estadio Ramón Tahuichi Aguilera, Santa Cruz Toeschouwers: 24.900 Scheidsrechter: Jorge Romero (ARG) |

|             |                                    |       |         | |
| 9 juni 1985 | Paraguay                           | 3 – 0 | Bolivia | Estadio Defensores del Chaco, Asunción Toeschouwers: 40.000 Scheidsrechter: Gilberto Aristizábal (COL) |
| 9 juni 1985 | Mendoza 17' Jacquet 34' Romero 48' |       |         | Estadio Defensores del Chaco, Asunción Toeschouwers: 40.000 Scheidsrechter: Gilberto Aristizábal (COL) |

|              |          |                         |          |                                                                                                 |
| 16 juni 1985 | Paraguay | 0 – 2                   | Brazilië | Estadio Defensores del Chaco, Asunción Toeschouwers: 55.000 Scheidsrechter: Gastón Castro (CHI) |
| 16 juni 1985 |          | Casagrande 26' Zico 69' |          | Estadio Defensores del Chaco, Asunción Toeschouwers: 55.000 Scheidsrechter: Gastón Castro (CHI) |

|              |              |       |            | |
| 23 juni 1985 | Brazilië     | 1 – 1 | Paraguay   | Estádio do Maracanã, Rio de Janeiro Toeschouwers: 139.923 Scheidsrechter: José Luis Martínez Bazán (URU) |
| 23 juni 1985 | Sócrates 25' |       | Romero 40' | Estádio do Maracanã, Rio de Janeiro Toeschouwers: 139.923 Scheidsrechter: José Luis Martínez Bazán (URU) |

|              |            |       |             |                                                                                                |
| 30 juni 1985 | Brazilië   | 1 – 1 | Bolivia     | Estádio do Morumbi, São Paulo Toeschouwers: 90.709 Scheidsrechter: Enrique Labo Revoredo (PER) |
| 30 juni 1985 | Careca 19' |       | Sánchez 74' | Estádio do Morumbi, São Paulo Toeschouwers: 90.709 Scheidsrechter: Enrique Labo Revoredo (PER) |

## Play-offs
De finale ging tussen Paraguay en Chili, die weinig problemen hadden met respectievelijk Colombia en Peru. Paraguay nam in de thuiswedstrijd een 3-0 voorsprong, een snelle goal voor Chili in de thuiswedstrijd hielp om de grote achterstand te kunnen inhalen. Echter, de wedstrijd kantelde en er ontstond een rellige sfeer in het stadion, het publiek richtte zich luidkeels tegen de dictator van het land Augusto Pinochet. De wedstrijd eindigde in 2-2 en Paraguay plaatste zich voor de eerste keer sinds 1958 voor het WK.

### Eerste ronde
|                             |                                                            |       |          |                                                                                                   |
| 27 oktober 1985 Eerste duel | Paraguay                                                   | 3 – 0 | Colombia | Estadio Defensores del Chaco, Asunción Toeschouwers: 26.000 Scheidsrechter: Carlos Esposito (ARG) |
| 27 oktober 1985 Eerste duel | Ramón Hicks 15' Julio César Romero 70' Roberto Cabañas 84' |       |          | Estadio Defensores del Chaco, Asunción Toeschouwers: 26.000 Scheidsrechter: Carlos Esposito (ARG) |

|                             |                                        |       |                           |                                                                                            |
| 3 november 1985 Tweede duel | Colombia                               | 2 – 1 | Paraguay                  | Estadio Pascual Guerrero, Cali Toeschouwers: 6.439 Scheidsrechter: José Ramiz Wright (BRA) |
| 3 november 1985 Tweede duel | Sergio Angulo 68' Willington Ortiz 88' |       | 60' Buenaventura Ferreira | Estadio Pascual Guerrero, Cali Toeschouwers: 6.439 Scheidsrechter: José Ramiz Wright (BRA) |

Paraguay wint met 4–2 (over twee duels) en plaatst zich voor tweede ronde play-offs.
|                             |                                                                             |       |                                       |                                                                                           |
| 27 oktober 1985 Eerste duel | Chili                                                                       | 4 – 2 | Peru                                  | Estadio Nacional, Santiago Toeschouwers: 36.036 Scheidsrechter: José Martinez Bazan (URU) |
| 27 oktober 1985 Eerste duel | Jorge Aravena 7' Hugo Rubio 9' Alejandro Hisis 15' Jorge Aravena 65' (pen.) |       | 45' Franco Navarro 77' Franco Navarro | Estadio Nacional, Santiago Toeschouwers: 36.036 Scheidsrechter: José Martinez Bazan (URU) |

|                             |      |                   |       |                                                                                  |
| 3 november 1985 Tweede duel | Peru | 0 – 1             | Chili | Estadio Nacional, Lima Toeschouwers: 43.408 Scheidsrechter: Arnaldo Coelho (BRA) |
| 3 november 1985 Tweede duel |      | 64' Jorge Aravena |       | Estadio Nacional, Lima Toeschouwers: 43.408 Scheidsrechter: Arnaldo Coelho (BRA) |

Chili wint met 5–2 (over twee duels) en plaatst zich voor tweede ronde play-offs.

### Tweede ronde
|                              |                                                                   |       |       |                                                                                                  |
| 10 november 1985 Eerste duel | Paraguay                                                          | 3 – 0 | Chili | Estadio Defensores del Chaco, Asunción Toeschouwers: 28.818 Scheidsrechter: Arnaldo Coelho (BRA) |
| 10 november 1985 Eerste duel | Roberto Cabañas 9' Rogelio Delgado 46' Lizardo Garrido 84' (e.d.) |       |       | Estadio Defensores del Chaco, Asunción Toeschouwers: 28.818 Scheidsrechter: Arnaldo Coelho (BRA) |

|                              |                                |       |                                               |                                                                                       |
| 17 november 1985 Tweede duel | Chili                          | 2 – 2 | Paraguay                                      | Estadio Nacional, Santiago Toeschouwers: 51.090 Scheidsrechter: Juan Cardellino (URU) |
| 17 november 1985 Tweede duel | Hugo Rubio 13' Jorge Múñoz 79' |       | 22' Vladimir Schettina 39' Julio César Romero | Estadio Nacional, Santiago Toeschouwers: 51.090 Scheidsrechter: Juan Cardellino (URU) |

Paraguay wint met 5–2 (over twee duels) en kwalificeert zich voor WK voetbal 1986.